# Роденов музеј
Роденов музеј је музеј у Паризу, у Француској, отворен 1919. године. Првенствено је посвећен делима француског вајара Огиста Родена. Има два локалитета: хотел Бирон и околно земљиште у централном Паризу, као и Villa des Brillants у Медону, Сенски висови, непосредно изван Париза у Роденовом старом дому. Колекција обухвата 6.600 скулптура, 8.000 цртежа, 8.000 старих фотографија и 7.000 уметничких предмета. Музеј годишње прими 700.000 посетилаца.
Док је живео у Villa des Brillants-у, Роден је употребио Хотел Бирон као своју радионицу од 1908, а потом је целокупну колекцију скулптура, са сликама Винсента ван Гога, Клода Монеа и Пјера Огист Реноара које је стекао, поклонио француској држави под условом да зграде претворе у музеј посвећен његовим делима. Роденов музеј садржи већину Роденових значајних креација, попут Мислиоца, Пољупца и Капије пакла. Многе његове скулптуре изложене су у пространом музејском врту. Музеј обухвата собу посвећену делима Камиј Клодел и једну од два одливке њене скулптуре Зрело доба.
Вртови око зграде музеја садрже многе познате скулптуре у природном окружењу. Иза зграде музеја налази се мало језеро и ресторан. Поред тога, Варен, оближња станица Метроа, на платформи садржи неке од Роденових скулптура. До зграде се може доћи Метроом (линија 13), железницом РЕР (Réseau Express Régional) (линија Ц: Инвалиди) и аутобусима (69, 82, 87, 92).

## Сталне колекције

### Скулптуре
Роденове скулптуре дело су уметника који је одлучио да пркоси нормама свог времена. Међу делима из младости Човек сломљеног носа појављује се у нескладу са савременим естетским нормама, док Бронзано доба одбацује савремене механизме физичког изражавања. Ово одсуство професионализма, попут голотиње Мислиоца или Адама и Еве, гарантује безвременост Роденових дела.
Уметник се такође издваја монументалним аспектом неких својих дела: Балзак, Грађани из Калеа или импресивне, недовршене Капије пакла, које садржи многе елементе који представљају главна Роденова дела (Мислилац, Уголино, Пољубац или Три сабласти).

### Цртежи
Графичка колекција у Роденовом музеју садржи око 7.000 цртежа. Могу се повезати с различитим стиловима и периодима: пејзажи, фантастична дела инспирисана Дантеом или Бодлером, бројни еротски актови или чак портрети.

### Фотографија
Роденов музеј чува важну колекцију од 25.000 фотографија. Међу њима је 7.000 прикупио сам Роден. Уметник је заиста показао велико интересовање за ову науку и уметност и сарађивао је с многим фотографима, као што су Ежен Друе, Жак-Ернест Булоз, Адолф Браун или Едвард Штајхен.
Предмети и теме су разнолики, Роденови лични албуми сведоче о његовим интересовањима и уметничким изворима, док портрети и новинске фотографије илуструју његово дело и његов живот. Изнад свега, ове фотографије су сјајан извор да се сазна шта се дешавало у студију између 1877. и Роденове смрти 1917. године.

### Соба Камиј Клодел
Соба Камиј Клодел садржи дела као што су одливак из 1913. за Зрело доба (1898), Талас (1897), Сакоунтала (1905) и одливак бисте Родена из 1892. (1888—1989).
Клодел, студент и модел Родена, а убрзо и његова сарадница и љубавница, с Роденом је радила од 1884. до раних 1890-их. У блиским су контактима били до 1899.

### Роден као колекционар
Током последњих двадесет година свог живота, док је живео у Медону, Роден је започео формирање колекције древних уметничких дела из Египта, Грчке и Рима, касније и с Далеког истока. Како је колекција расла, различити комади заузимали су студио и његову кућу, уз одливке према античким статуама. Како је Роденова слава расла, провизије које је добијао омогућавале су му да настави попуњавање своје колекције, достигавши преко 6.000 дела 1917. године.
Поред тога, Роденова пријатељства и укуси довели су га до окружења делима реалиста (Теодул Рибо, Алфред Рол) и симболиста (Ежен Кариер, Шарл Коте...). Низом размена с пријатељима уметницима, Роден је сакупио уметничка дела Жила Далуа, Алесандра Фалгиера или Жан-Пол Лорена. Такође је реализовао важне куповине: три Ван Гогове (укључујући Отац Танги, крај 1887), Реноаров Акт на сунчевој светлости и Монеово Прелепо острво.

## Привремене изложбе

### Привремене изложбе посвећене Родену
- La sculpture dans l’espace, Rodin, Brâncuși, Giacometti (новембар 2005 — фебруар 2006): 82.000 посетилаца
- Rodin et les danseuses cambodgiennes, sa dernière passion (јун 2006 — септебар 2006): 91.000 посетилаца
- Rodin, les figures d’Eros (новембар 2006 — март 2007): 84.000 посетилаца
- Camille Claudel, une femme, une artiste (април 2008 — јул 2008): 150.000 посетилаца
- La Passion à l’œuvre, Rodin et Freud, collectionneurs (октобар 2008 — фебруар 2009)
- Corps et décors. Rodin et les arts décoratifs (април 2010 — август 2010)
- Rodin. Laboratoire de la création (новембар 2014 — септембар 2015)

### Изложбе савремене уметности
Организоване су изложбе савремене уметности, као што је то учињено већ 1949. године када је у музеју Роден одржан први Сајам младих скулптора. Уметници попут Антони Каро, Ежен Додењ, Етјен Боси излагали су у музеју. Бил Виола, Адел Абдесемед и Мирчеа Кантор позвани су да прикажу видео записе у парку за «Ноћ музеја». У 2010. години изложена су уметничка дела белгијског уметника Вима Делвоја, као и програм видео-перформанси уметника као што су Вито Акончи, Сања Ивековић, Марина Абрамовић и Мона Хатум. Изложба Хенри Мура, посвећена његовом атељеу и малим скулптурама, трајала је од октобра 2010. до фебруара 2011.

## Локације музеја

### Хотел Бирон, Париз
Роденов музеј, први пут отворен за јавност 4. августа 1919, био је смештен у вили, која се раније звала хотел Peyrenc de Moras, дизајниран у линијама класичне архитектуре и украшен штукатурама. Изграђен је у улици Rue de Varenne, између 1727. и 1732. године. Од 1788. хотел је променио низ власника и станара. 1820. војвоткиња од Хароста продала је цело имање трима монахињама које су припадале верској заједници, Друштву Пресветог Срца Исусовог. Отворен је интернат за девојке а украси су се постепено продавали. Између 1820. и 1904. на имању је изграђено неколико зграда, посебно Капела, коју је пројектовао архитекта Жан Жуст Густав Лиш 1876.
Друштво је распуштено 1904. због закона о „верским редовима“ који је подразумевао одвајање цркве и државе и који је забрањивао верски редовима да обучавају. Сестре су деложиране, а имање је стављено на продају. У ишчекивању купца станарима је било дозвољено да заузму зграду. Међу њима могу се наћи неколико уметника: Жан Кокто, Анри Матис, Изадора Данкан, Рајнер Марија Рилке (чија је будућа супруга Клара Вестхоф живела у хотелу и прва Родену причала о имању). Тако је 1908. вајар изнајмио четири приземне собе да би их користио као свој атеље. Од 1911. па надаље заузео је целу зграду. Године 1911. када се француска држава обавезала да ће купити хотел Бирон, Роден је почео да преговара с њом. Уметник је званично најавио своју намеру да сва своја дела донира француској држави, као и своје цртеже и своју колекцију антиквитета, под условом да држава чува све ове колекције у хотелу Бирон, који ће у замену постати Роденов музеј уз право да тамо живи цео свој живот.
Француска скупштина је 1916. усвојила закон којим се држави дозвољава да прихвати донације, и зграду и његову башту доделили су музеју. Леонс Бенедит је постављен за извршиоца вајара: његови задаци су били да управља Роденовим уметничким наслеђем и да надгледа организацију будућег музеја.
Хотел Бирон, који је 1926. наведен као историјски споменик, претрпео је велике радове на реновирању и рестаурацији како би се боље потврдила његова улога музеја. Најновија је била рестаурација започета 2012, а завршена 12. новембра 2015, на Роденов 175. рођендан. Обнова је коштала 16 милиона евра (17,4 милиона долара), а француска министарка културе Флер Пелерин поздравила је то као „моралну дужност”.

### Роденов музеј у Медону
Роден је 19. децембра 1895. купио кућу у стилу Луја XIII у цигли и камену, изграђену на висовима Медона и названу „La Villa des Brillants“. Године 1900. Роден је тамо запослио скоро 50 људи, укључујући своје помоћнике, раднике и ливце, и иако је наставио свакодневно да одлази у своје париске студије, његов главни креативни рад обављао се у Медону. Место је убрзо постало главно место за привлачење пријатеља, поштовалаца или познатих личности из Француске или иностранства. Такође су у Медону Роден и његова супруга Роз Бере изабрали да буду сахрањени.
После Роденове смрти, вила и студио такође су постали музеј, отворен три дана у недељи. Посетиоци могу открити атмосферу студија и место где је Роден волео да живи и ради. Музеј је отворен 1948.

## Галерија
- Мислилац (1906) у башти музеја
- Човек сломљеног носа (гипс, 1864)
- Три сабласти (пре 1886), оригинални гипс за Врата пакла
- Плач (1886)
- Грађани из Калеа (1889)
- Споменик Балзаку (детаљ, 1898)
- Руке љубавника (1909)